# Ara guadeloupensis
Ara guadeloupensis — вимерлий птах родини папугових.

## Зовнішній вигляд
Відомий завдяки докладним описам зроблених Жаном-Батистом Ду Тертре в 1654 і 1657 роках і в 1742 році — Жаном-Батистом Лабатом. Був схожий на червоного ара, однак значно менших розмірів, з червоним хвостом і жовтими плямами на крилах.

## Розповсюдження
Жив на островах Гваделупа й Мартиніка (Малі Антильські острови).
Уже до 1760 року ці папуги були надзвичайно рідкісні й незабаром вимерли.